# Општина Накахука (Табаско)
Накахука (шп. Nacajuca) општина је у Мексику у савезној држави Табаско. Општина се налази на надморској висини од 10 м.

## Становништво
Према подацима из 2010. у општини је живело 115066 становника.

### Хронологија
| Година       | 2000                  | 2005                  | 2010                   |
| ------------ | --------------------- | --------------------- | ---------------------- |
| Становништво | 80272 (40050 / 40222) | 86105 (42673 / 43432) | 115066 (56593 / 58473) |

### Попис
| \| \| м \| \| \| ж \| \| 0—2 \| 3.708 \| \| \| 3.579 \| \| 3—5 \| 3.649 \| \| \| 3.501 \| \| 6—11 \| 6.714 \| \| \| 6.469 \| \| 12—14 \| 3.211 \| \| \| 3.166 \| \| 15—17 \| 3.493 \| \| \| 3.445 \| \| 18—24 \| 7.601 \| \| \| 8.191 \| \| 60+ \| 3.442 \| \| \| 3.643 \| \| Просек : \| 27,9 \| \| \| 28,6 \| |       |  |  |       |
| |       |  |  |       |
| | м     |  |  | ж     |
| 0—2 | 3.708 |  |  | 3.579 |
| 3—5 | 3.649 |  |  | 3.501 |
| 6—11 | 6.714 |  |  | 6.469 |
| 12—14 | 3.211 |  |  | 3.166 |
| 15—17 | 3.493 |  |  | 3.445 |
| 18—24 | 7.601 |  |  | 8.191 |
| 60+ | 3.442 |  |  | 3.643 |
| Просек : | 27,9  |  |  | 28,6  |

| #   | Индикатор                                                                                        | Вредност |
| --- | ------------------------------------------------------------------------------------------------ | -------- |
| 1   | Становништво од 0 до 2 године                                                                    | 7287     |
| 2   | Мушко становништво од 0 до 2 године                                                              | 3708     |
| 3   | Женско становништво од 0 до 2 године                                                             | 3579     |
| 4   | Становништво са 3 и више година                                                                  | 107081   |
| 5   | Мушко становништво са 3 и више година                                                            | 52536    |
| 6   | Женско становништво са 3 и више година                                                           | 54545    |
| 7   | Становништво са 5 и више година                                                                  | 102228   |
| 8   | Мушко становништво са 5 и више година                                                            | 50056    |
| 9   | Женско становништво са 5 и више година                                                           | 52172    |
| 10  | Становништво са 12 и више година                                                                 | 86748    |
| 11  | Мушко становништво са 12 и више година                                                           | 42173    |
| 12  | Женско становништво са 12 и више година                                                          | 44575    |
| 13  | Становништво са 15 и више година                                                                 | 80371    |
| 14  | Мушко становништво са 15 и више година                                                           | 38962    |
| 15  | Женско становништво са 15 и више година                                                          | 41409    |
| 16  | Становништво са 18 и више година                                                                 | 73433    |
| 17  | Мушко становништво са 18 и више година                                                           | 35469    |
| 18  | Женско становништво са 18 и више година                                                          | 37964    |
| 19  | Становништво од 3 до 5 година                                                                    | 7150     |
| 20  | Мушко становништво од 3 до 5 година                                                              | 3649     |
| 21  | Женско становништво од 3 до 5 година                                                             | 3501     |
| 22  | Становништво од 6 до 11 година                                                                   | 13183    |
| 23  | Мушко становништво од 6 до 11 година                                                             | 6714     |
| 24  | Женско становништво од 6 до 11 година                                                            | 6469     |
| 25  | Становништво од 8 до 14 година                                                                   | 15018    |
| 26  | Мушко становништво од 8 до 14 година                                                             | 7645     |
| 27  | Женско становништво од 8 до 14 година                                                            | 7373     |
| 28  | Становништво од 12 до 14 година                                                                  | 6377     |
| 29  | Мушко становништво од 12 до 14 година                                                            | 3211     |
| 30  | Женско становништво од 12 до 14 година                                                           | 3166     |
| 31  | Становништво од 15 до 17 година                                                                  | 6938     |
| 32  | Мушко становништво од 15 до 17 година                                                            | 3493     |
| 33  | Женско становништво од 15 до 17 година                                                           | 3445     |
| 34  | Становништво од 18 до 24 године                                                                  | 15792    |
| 35  | Мушко становништво од 18 до 24 године                                                            | 7601     |
| 36  | Женско становништво од 18 до 24 године                                                           | 8191     |
| 37  | Женско становништво од 15 до 49 година                                                           | 33964    |
| 38  | Становништво са 60 и више година                                                                 | 7085     |
| 39  | Мушко становништво са 60 и више година                                                           | 3442     |
| 40  | Женско становништво са 60 и више година                                                          | 3643     |
| 41  | Однос између мушкараца и жена                                                                    | 96.78    |
| 42  | Становништво од нуле до 14 година                                                                | 33997    |
| 43  | Становништво од 15 до 64 године                                                                  | 75386    |
| 44  | Становништво од 65 година и више                                                                 | 4985     |
| 45  | Просечан број деце                                                                               | 2.18     |
| 46  | Становништво рођено у ентитету                                                                   | 105566   |
| 47  | Мушко становништво рођено у ентитету                                                             | 51841    |
| 48  | Женско становништво рођено у ентитету                                                            | 53725    |
| 49  | Становништво рођено у другом ентитету                                                            | 8516     |
| 50  | Мушко становништво рођено у другом ентитету                                                      | 4246     |
| 51  | Женско становништво рођено у другом ентитету                                                     | 4270     |
| 52  | Становништво од 5 година и више резидентно у ентитету у јуну 2005. године                        | 100533   |
| 53  | Мушко становништво старосног доба од 5 година и више, резидентно у ентитету у јуну 2005. године  | 49178    |
| 54  | Женско становништво старосног доба од 5 и више година, резидентно у ентитету у јуну 2005. године | 51355    |
| 55  | Становништво од 5 година и више које је живело у другом ентитету у јуну 2005. године             | 1230     |
| 56  | Мушко становништво старије од 5 година које је живело у другом ентитету у јуну 2005. године      | 630      |
| 57  | Женско становништво старије од 5 година које је живело у другом ентитету у јуну 2005. године     | 600      |
| 58  | Становништво од 3 године и више које говори аутохтони језик                                      | 15040    |
| 59  | Мушко становништво старо 3 године и више које говори аутохтони језик                             | 7672     |
| 60  | Женско становништво старо 3 године и више које говори аутохтони језик                            | 7368     |
| 61  | Становништво од 3 године и више које говори аутохтони језик и не говори шпански језик            | 21       |
| 62  | Мушко становништво старо 3 године и више које говори аутохтони језик и не говори шпански         | 3        |
| 63  | Женско становништво старо 3 године и више које говори аутохтони језик и не говори шпански језик  | 18       |
| 64  | Становништво старо 3 године и више које говори аутохтони језик и шпански                         | 14429    |
| 65  | Мушко становништво старо 3 године и више које говори аутохтони језик и шпански                   | 7368     |
| 66  | Женско становништво старо 3 године и више које говори аутохтони језик и шпански                  | 7061     |
| 67  | Становништво од 5 година и више које говори аутохтони језик                                      | 14869    |
| 68  | Становништво од 5 година и више које говори аутохтони језик и не говори шпански језик            | 21       |
| 69  | Становништво од 5 година и више које говори аутохтони језик и говори шпански језик               | 14272    |
| 70  | Становништво у домородачким домаћинствима                                                        | 24282    |
| 71  | Становништво са ограничењима у активностима                                                      | 3602     |
| 72  | Становништво са ограниченим ходањем или кретањем, горе или доле                                  | 1644     |
| 73  | Становници са ограничењима вида, чак и уз кориштење сочива                                       | 1235     |
| 74  | Становништво са ограничењима говора, комуникације или конверзације                               | 348      |
| 75  | Становништво са ограниченим слухом                                                               | 226      |
| 76  | Становништво са ограничењима при одевању, купању или јелу                                        | 136      |
| 77  | Становништво са ограничењима у опажању или учењу једноставних ствари                             | 124      |
| 78  | Становништво са менталним ограничењима                                                           | 374      |
| 79  | Становништво без ограничења активности                                                           | 109842   |
| 80  | Становништво од 3 до 5 година које не похађа школу                                               | 1803     |
| 81  | Мушко становништво од 3 до 5 година које не похађа школу                                         | 922      |
| 82  | Женско становништво од 3 до 5 година које не похађа школу                                        | 881      |
| 83  | Становништво од 6 до 11 година које не похађа школу                                              | 262      |
| 84  | Мушко становништво од 6 до 11 година које не похађа школу                                        | 134      |
| 85  | Женско становништво од 6 до 11 година које не похађа школу                                       | 128      |
| 86  | Становништво од 12 до 14 година које не похађа школу                                             | 309      |
| 87  | Мушко становништво од 12 до 14 година које не похађа школу                                       | 170      |
| 88  | Женско становништво од 12 до 14 година које не похађа школу                                      | 139      |
| 89  | Становништво од 15 до 17 година похађа школу                                                     | 5434     |
| 90  | Мушко становништво од 15 до 17 година похађа школу                                               | 2712     |
| 91  | Женско становништво између 15 и 17 година живота у школи                                         | 2722     |
| 92  | Становништво од 18 до 24 године похађа школу                                                     | 4511     |
| 93  | Мушко становништво од 18 до 24 године похађа школу                                               | 2232     |
| 94  | Женско становништво од 18 до 24 године похађа школу                                              | 2279     |
| 95  | Становништво од 8 до 14 година које не може да чита и пише                                       | 609      |
| 96  | Мушко становништво старосног доба од 8 до 14 година које не може да чита и пише                  | 342      |
| 97  | Женско становништво старосног доби од 8 до 14 година које не може да чита и пише                 | 267      |
| 98  | Становништво од 15 година и више које је неписмено                                               | 7043     |
| 99  | Мушко становништво од 15 година и више које је неписмено                                         | 2767     |
| 100 | Женско становништво од 15 година и више које је неписмено                                        | 4276     |
| 101 | Становништво старо 15 и више година без школовања                                                | 6209     |
| 102 | Мушко становништво старо 15 и више година без школовања                                          | 2468     |
| 103 | Женско становништво старо 15 и више година без школовања                                         | 3741     |
| 104 | Становништво старосног доба 15 и више година са непотпуним основним образовањем                  | 8620     |
| 105 | Мушко становништво старосног доба од 15 година и више са непотпуном основним образовањем         | 3962     |
| 106 | Женско становништво старосног доба 15 и више година са непотпуном основним образовањем           | 4658     |
| 107 | Становништво старо 15 и више година са комплетним основним образовањем                           | 9548     |
| 108 | Мушко становништво старо 15 година и више са комплетним основним образовањем                     | 4404     |
| 109 | Женско становништво старо 15 и више година са комплетним основним образовањем                    | 5144     |
| 110 | Становништво старосног доба 15 и више година са непотпуним средњим образовањем                   | 3015     |
| 111 | Мушко становништво старосног доба од 15 година и више са непотпуним средњим образовањем          | 1595     |
| 112 | Женско становништво старосног доба од 15 година и више са непотпуним средњим образовањем         | 1420     |
| 113 | Становништво старо 15 и више година са пуним секундарном образовањем                             | 19348    |
| 114 | Мушко становништво старосног доба од 15 година и више са пуним секундарном образовањем           | 9779     |
| 115 | Женско становништво старосног доба од 15 година и више са пуним секундарном образовањем          | 9569     |
| 116 | Становништво старије од 18 година са постосновним образовањем                                    | 30258    |
| 117 | Мушко становништво старије од 18 година са постосновним образовањем                              | 15184    |
| 118 | Женско становништво старије од 18 година са постосновним образовањем                             | 15074    |
| 119 | Просечна оцена школовања                                                                         | 9.03     |
| 120 | Просечан ниво образовања мушке популације                                                        | 9.25     |
| 121 | Просечан ниво образовања женског становништва                                                    | 8.82     |
| 122 | Економски активно становништво                                                                   | 44313    |
| 123 | Економски активна мушка популација                                                               | 31940    |
| 124 | Економски активна женска популација                                                              | 12373    |
| 125 | Становништво које није економски активно                                                         | 41925    |
| 126 | Мушко становништво које није економски активно                                                   | 9935     |
| 127 | Женско становништво које није економски активно                                                  | 31990    |
| 128 | Запослено становништво                                                                           | 41682    |
| 129 | Запослено мушко становништво                                                                     | 29737    |
| 130 | Запослено женско становништво                                                                    | 11945    |
| 131 | Незапослена популација                                                                           | 2631     |
| 132 | Незапослена мушка популација                                                                     | 2203     |
| 133 | Незапослена женска популација                                                                    | 428      |
| 134 | Становништво без права на здравствене услуге                                                     | 23642    |
| 135 | Становништво које има право на здравствене услуге                                                | 90482    |
| 136 | Становништво које има право на ИМСС                                                              | 18005    |
| 137 | Становништво које има право на социјално осигурање                                               | 5078     |
| 138 | Становништво које има право на државно социјално осигурање                                       | 5644     |
| 139 | Становништво које има право на опште осигурање или здравствено осигурање за нову генерацију      | 54927    |
| 140 | Становништво које је било једном или није било у браку током 12 година и више                    | 29164    |
| 141 | Венчано или уједињено становништво од 12 година и више                                           | 49578    |
| 142 | Становништво које је било у браку или уједињено 12 година и више                                 | 7898     |
| 143 | Становништво са католичком религијом                                                             | 84298    |
| 144 | Протестанти, еванђелисти и библијски следбеници различити од еванђелиста                         | 22421    |
| 145 | Становништво са другим религијама различитим од претходних                                       | 60       |
| 146 | Становништво без религије                                                                        | 6975     |
| 147 | Укупно пописаних домаћинства                                                                     | 29029    |
| 148 | Пописна домаћинства на челу са мушкарцима                                                        | 22494    |
| 149 | Пописна домаћинства на челу са женама                                                            | 6535     |
| 150 | Становништво у пописним домаћинствима                                                            | 114299   |
| 151 | Становништво у пописним домаћинствима на челу са мушкарцима                                      | 92072    |
| 152 | Становништво у пописним домаћинствима на челу са женама                                          | 22227    |
| 153 | Укупно домаћинстава                                                                              | 33929    |
| 154 | Укупно насељених домаћинстава                                                                    | 29255    |
| 155 | Укупно приватних кућа                                                                            | 33703    |
| 156 | Насељени приватни домови                                                                         | 29029    |
| 157 | Укупно насељених приватних кућа                                                                  | 29253    |
| 158 | Ненасељене приватне куће                                                                         | 3617     |
| 159 | Појединачна домаћинства за привремену употребу                                                   | 1057     |
| 160 | Становници у насељеним приватним кућама                                                          | 114299   |
| 161 | Насељеност станара у приватним становима                                                         | 3.94     |
| 162 | Просечно становника по соби у приватним насељеним домаћинствима                                  | 1.21     |
| 163 | Појединачна домаћинства са подовима од различитих материјала од земље                            | 27573    |
| 164 | Појединачна домаћинства у приземљу                                                               | 1312     |
| 165 | Појединачна домаћинства са једном спаваћом собом                                                 | 11555    |
| 166 | Појединачна домаћинства са две спаваће собе и више                                               | 17395    |
| 167 | Појединачна домаћинства са једним собом                                                          | 3590     |
| 168 | Појединачна домаћинства са две собе                                                              | 4681     |
| 169 | Појединачна домаћинства са 3 собе и више                                                         | 20648    |
| 170 | Појединачна домаћинства која имају електрично светло                                             | 28790    |
| 171 | Појединачна домаћинства која немају електрично светло                                            | 179      |
| 172 | Појединачна домаћинства која имају водоводну воду у стамбеном простору                           | 25258    |
| 173 | Појединачна домаћинства која немају водоводну воду у стамбеном простору                          | 3662     |
| 174 | Појединачна домаћинства која имају тоалет                                                        | 27928    |
| 175 | Појединачна домаћинства која имају канализацију                                                  | 28021    |
| 176 | Појединачна домаћинства која немају канализацију                                                 | 877      |
| 177 | Појединачна домаћинства која имају електрично светло, довод воде из јавне мреже и канализацију   | 24607    |
| 178 | Појединачна домаћинства без икаквих услова                                                       | 555      |
| 179 | Појединачна домаћинства која имају радио                                                         | 21141    |
| 180 | Појединачна домаћинства која имају телевизор                                                     | 27139    |
| 181 | Појединачна домаћинства која имају фрижидер                                                      | 25603    |
| 182 | Појединачна домаћинства која имају машину за веш                                                 | 22264    |
| 183 | Појединачна домаћинства која имају аутомобил или комби                                           | 7176     |
| 184 | Појединачна домаћинства која имају рачунар                                                       | 6093     |
| 185 | Појединачна домаћинства која имају фиксну телефонску линију                                      | 4693     |
| 186 | Појединачна домаћинства која имају мобилни телефон                                               | 18885    |
| 187 | Појединачна домаћинства која имају приступ интернету                                             | 2782     |